# Leptasterias hyperborea
Leptasterias hyperborea is een zeester uit de familie Asteriidae.
De wetenschappelijke naam van de soort werd in 1882 gepubliceerd door Daniel Cornelius Danielssen & Johan Koren.